# Дејвид Бајндер
Дејвид Бајндер (енгл. David Binder; Лондон, 22. фебруар 1931 — Еванстон, 30. јун 2019) био је амерички новинар и књижевник.